# Radio Gradska mreža
Radio Gradska mreža je bivša radijska postaja iz Splita. 

## Povijest
Osnovana je 1992. pod imenom Radio 24 - gradska mreža Solina, Trogira i Splita. Postaje su se poslije razdvojile na Radio Gradsku mrežu i Radio 24. Programski sadržaj bio je upravljen ka slušateljskoj populaciji od srednjoškolske mladeži do populacije u zreloj srednjoj dobi, te je kod njih naišla na široki odaziv. Prevladavao je glazbeni sadržaj. Imali su noćne kontakt emisije, od kojih je svakako bila najpoznatija emisija Vedrana Sesartića, etabliranog voditelja s Radio Brača te razne glazbene emisije. Jedna je od postaja na kojoj se sviralo u kasnijim satima techno glazbu. U to vrijeme je u medijima bila haranga u dijelu hrvatskih medija protiv techno glazbe. Za techno glazbu bile su specijalizirane emisije Rave Time s komercijalnijim technom u večernjim i cjelonoćna emisija Futuristic Underground rafiniranijeg ukusa, gdje su izvodili skladbe njemačkih, američkih i japanskih izvođače, koji su snimali za njemačke izdavačke kuće.
Određene dane postaja je reemitirala BBC-jev Radio 1 kad je bila njihova emisija s techno glazbom.
Postaja je djelovala do 2000. godine. 